# Чергування (роман)
«Зміна» (англ. The Alteration) — альтернативно-історичний роман Кінгслі Еміса  1976 року, дія якого відбувається в паралельному всесвіті, в якому не відбулася Реформації. У 1977 році він отримав Меморіальну премію Джона В. Кемпбелла.

## Творчі витоки
У своїй біографії Кінгслі Еміса Річард Бредфорд присвячує розділ «Зміні», її витокам і контексту в житті автора. У 1973 році Еміс почув відтворення голосу Алессандро Морескі, останнього відомого європейського кастрата. Еміс не погоджувався з припущенням, що виступ Морескі можна вважати «великим мистецтвом», оскільки Морескі був кастрований, а «справжнє» мистецтво зосереджено на оспівуванні людської сексуальності.
Бредфорд стверджує, що це було дуже важливо для самого Еміса, оскільки він, можливо, страждав від імпотенції або сексуальної дисфункції у своєму шлюбі через похилий вік. Таким чином, він зробив виключення з римо-католицького вчення, яке базувалося на магістерії безшлюбних чоловіків.

## Введення сюжету
Головний герой, десятирічний Губерт Енвіл, хорист у базиліці Святого Георгія в Коверлі (реальний світ Каулі), для якого трагедія вабить, коли його вчителі та церковна ієрархія, аж до самого Папи, постановляють, що Чудовий голос хлопчика надто цінний, щоб принести його в жертву статевому дозріванню. Незважаючи на власні побоювання, він повинен пройти кастрацію, одну з двох змін титулу. Проникнення в цей світ пропонується під час невдалої втечі Анвіла від церковної влади, з посиланнями на альтернативні світові версії відомих політичних і культурних діячів. Мати Губерта веде незаконний роман із сімейним капеланом, а його брат Ентоні є ліберальним дисидентом репресивної церковної політики.
У цій часовій шкалі є два ключових розходження з відомою історією. У результаті короткочасного союзу Артура Тюдора та Катерини Арагонської народився син, король Англії Стефан II. Коли Генріх Йоркський («Огидний») намагався узурпувати трон свого племінника, відбувся папський хрестовий похід («Війна за англійську спадщину»), щоб відновити законного спадкоємця, кульмінацією якого стала «Священна перемога» в Коверлі, яка була призначений церковною столицею Англії.
По-друге, протестантська Реформація не відбулася, оскільки Мартін Лютер примирився з Римо-католицькою церквою і згодом став папою Германіаном I. Антисемітизм Лютера, можливо, заразив цю історію більшою мірою під час його папства, оскільки роман розкриває, що євреї змушені усамітнюватися та носити жовті зірки, щоб рекламувати свою релігійну та етнічну ідентичність. У цій історії Томас Мор не одружувався і піднявся на папський престол як Папа Адріан VII.
Хоча папство все ще панує в Західній Європі, у цій версії ХХ століття протестантизм обмежується відокремленою Республікою Нової Англії, яка включає такі місця, як Кранмерія (названа на честь Томаса Кранмера), Гусвіль (названа на честь Яна Гуса), Вальденсія (Вальденси) і місто Вікліф (Джон Вікліф). Главою розкольницької церкви в Новій Англії є архіпресвітер Арнольдстауна (названий на честь Бенедикта Арнольда). Джозеф Редьярд Кіплінг обіймав посаду «першого громадянина» з 1914 по 1918 рік, тоді як Едгар Аллан По був відомим генералом, який загинув у момент перемоги над об'єднаними силами Луїзіани та Мексики у війні 1848—1850 років. Наприкінці книги ми дізнаємося, що ця протестантська держава також має неприємні риси, такі як практика апартеїду щодо корінних американців і сувора система покарань.
На Британських островах домінує Англія, Ірландію називають «Західною Англією», а Шотландію приєднують до Англії як «Північну Англію». Замість парламентської демократії Англійськими островами керує конклав духовенства, підзвітне католицькій ієрархії. Правління Церкви є абсолютним і тоталітарним, контролюється Святим Офісом, свого роду еквівалент КДБ чи Гестапо (побіжно згадуються монсеньйори Генрікус і Лаврентій — Генріх Гіммлер і Лаврентій Берія).
Стан світу проілюстровано в описі національних, духовних і королівських осіб на похоронах Стефана III, покійного короля Англії, який відкриває книгу. Існує згадка про королів Португалії, Швеції, Неаполя та Литви, що свідчить про те, що в цій історії не існує жодної італійської національної держави через світську силу папства. Також згадується спадкоємний принц Московії, що свідчить про те, що в цій країні владу тримає царизм. Титул дофін змушує зробити висновок, що французька монархія також все ще існує. Німеччина є національною державою, відомою як Альмен і керованою імператором, хоча вона може мати різні національні кордони. «Генеральний вікарій» «імператорського патріарха» Кандії припускає, що Грецька православна церква виживає як окрема церковна юрисдикція, хоча й вигнана зі своєї рідної Греції (яка все ще перебуває під пануванням Османської імперії) і має штаб-квартиру на Криті. Нарешті, у цьому вступному розділі цитуються «віце-королі» Індії, Бразилії та Нової Іспанії, що свідчить про те, що в цьому світі зберігаються колоніалізм і прямий імперіалізм.
Між папством і Османською імперією існує християнсько-мусульманська холодна війна. Описується як війна проти супротивника, якого ніколи не можна знищити і якого можна контролювати лише підтримуючи постійні армії та флоти, вона служить корисній меті відволікати будь-яку тенденцію до повстання чи сумнівів. Папа Іоанн XXIV — макіавелліст із Йоркширу, який дозволяє холодній війні розпалитися як мальтузіанська змова, щоб вирішити проблему зростання населення Європи — церква має доступ до бактеріологічної війни як альтернативи контролю за народжуваністю, проти попередньої папської заборони якої виступає Іван XXIV. Код книги, дія якого відбувається в 1991 році, через п'ятнадцять років після подій основної частини книги, показує, що події розвивалися так, як планував Папа. Надлишок населення Європи став гарматним м'ясом для війни, яка закінчилася незначною перемогою, хоча Османська імперія дійшла аж до Брюсселя. Однак згадується, що один із друзів дитинства Губерта, Декуман, був серед окупаційних військ в Адріанополі на далекому заході Туреччини, що свідчить про те, що османи або програли війну, або принаймні були змушені піти на значні територіальні поступки католицькому Заходу.
У цьому світі були приховані роботи Вільяма Шекспіра, хоча оригінальний текст Томаса Кіда про Гамлета зберігся і досі виконується в 1976 році (хоча лише в Новій Англії). Шеллі прожив до 1853 року, після чого підпалив Кастель-Гандольфо поблизу Риму і загинув. Навпаки, Моцарт, Бетховен, Блейк, Гокні та Голман Гант дозволили своїм талантам підкоритися релігійному авторитету. Едвард Бредфорд стверджує, що вибір авторів і музикантів тут не має на увазі власних уподобань Еміса, а ставить під сумнів цінність мистецтва, підпорядкованого деструктивній ідеології, яка придушує сексуальну свободу та людський вибір. Підкреслюючи клерикальне панування в цьому світі, невелика колекція книг Губерта включає набір романів про батька Бонда (амальгаму батька Бравна та Джеймса Бонда), а також «Володаря чаш» («Володар перснів»), «Подорожі Святого Лемюеля» («Мандри Гуллівера») та «Вітер у монастирях» («Вітер у вербах»). Є також згадка про монсеньйора Жана-Поля Сартра з єзуїтів, а також про Альфреда Джулса Еєра (який у справжньому житті був відомим атеїстом) — професора догматичного богослов'я в Новому коледжі в Оксфорді .
«Наука» — це буквально брудне слово, і хоча «винахід» таким не є, коло винахідників дуже обмежене. Електрика була заборонена; єдиною дозволеною формою двигуна внутрішнього згоряння є дизель, який працює без іскри. Деяке випадкове задоволення від книги полягає в «альтернативних технологіях», які нагадують про друга й колегу Ейміса Гаррі Гаррісона, як-от швидкісний потяг, який доставляє персонажів із Лондона до Риму лише за сім годин через Томаса Сопвіта. Міст під Ла-Маншем. Дирижаблі є видом транспорту, що з'єднує Європу з Африкою та Північною Америкою, а літаки, важчі за повітря, доступні виключно для Нової Англії.
Натяки на відомих історичних діячів включають політичну сцену в Британії 1970-х років і можуть відображати все більш консервативні погляди Еміса. Наприклад, лорд Стенсгейт (Тоні Бенн) очолює Священний офіс, а офіцери Пол Фут і Корін Редгрейв є двома з його страшних оперативників. Папа Іоанн XXIV — це ледве замаскований Гарольд Вільсон, а його державний секретар — Енріко Берлінгуер. Інші посилання є більш незрозумілими. Однак любителі опери з хорошим знанням латинської мови зможуть ідентифікувати двох кастратів із Ватикану, Федеріка Мірабіліса та Лупіграда Віавентозу, як німецьких співаків Фріца Вундерліха та Вольфганга Віндгассена, обидва померли перед тим, як Еміс зробив публікацію.

## Альтернативні романи паралельного світу в рамках«Зміни»
Подібно до того, як «Людина у високому замку» містить книгу під назвою «Коник важить», де описується світ (але не наш власний), у якому держави Осі програли Другу світову війну, так і «Зміна» посилається на книгу про альтернативну історію одного Філіпа Діка під назвою «Людина у високому замку». Ця книга-в-книзі описує світ, у якому Стефан II ніколи не народжувався, тому «Священна перемога» ніколи не відбулася, а Генріх VIII законно став королем. Як і насправді, Генріх одружився з Катериною Арагонською, але їхній син Генріх, герцог Корнуольський, пережив дитинство, ставши Генріхом IX у 1547 році. У цьому світі Мартін Лютер став «схизматиком», як це було насправді, і «Союз» колишніх англійських північноамериканських колоній розпався в 1848 році замість 1776 року, завойовуючи більшу частину Північної Америки. У цій же книзі також міститься публікація «Походження видів», широкого застосування електрики, в тому числі в авіації, і написання Бетховеном двадцяти симфоній перед його смертю в 1835 році.
Твір «Зміна» є певним аналогом альтернативного всесвіту «Павана» Кіта Робертса, (Гальярда і Павана були формами танцю епохи Відродження).

## Подальше читання
- Бредфорд, Річард. Йому пощастило: Життя Кінгслі Еміса . Лондон: Пітер Оуенс, 2001.ISBN 0-7206-1117-2ISBN 0-7206-1117-2.